# 白戸八郎
白戸 八郎（しらと はちろう、1882年8月15日(明治15年) - 1962年(昭和37年)12月1日）は、元日本メソジスト教会の牧師で、後に新生基督教会を創立した日本の牧師である。
元津軽藩士白戸久蔵の5男として青森県弘前市に生まれた。1900年（明治33年）に洗礼を受けた。本多庸一の門下生になるために上京した。1906年に（明治39年）日本メソジスト教会弘前教会の副牧師に就任する。
1907年（明治40年）アメリカ合衆国に渡り、伝道の手伝いをしながら、コロラド年会神学課程で学んだ。1909年（明治42年）にコロラド州プエプロ・メソジスト教会、デンヴァー日本メソジスト教会の牧師に就任する。1911年（明治44年）9月にワーレン監督より長老按手を受けて正教師になる。
リウマチを患い日本に、1916年（大正5年）に帰国する。1917年（大正6年）4月から1923年（大正12年）3月まで日本メソジスト教会札幌教会の牧師を務める。1923年に日本メソジスト教会年会より東京郊外開拓伝道を命じられる。1924年（大正13年）に東京府中野町に打越教会を設立する。メソジスト教会と伝道方針で相容れず、日本メソジスト教会を離脱し、1926年（大正15年）5月東中野の民家を借りて新生基督教会を設立する。
1926年9月より伝道雑誌『新生』を刊行する。キリスト教同志会、単立キリスト教会同盟東亜伝道会を結成し、東亜神学校の設立にも関与する。また、日本キリスト教救らい協会の理事も務め、ハンセン病患者への伝道を行う。
1941年（昭和16年）日本基督教団の成立の際は9部の参与として指導する。1943年（昭和18年）5月には海軍省嘱託として1年間インドネシア宣教活動にも従事する。